# Macropodus oligolepis
Macropodus oligolepis — тропічний прісноводний вид лабіринтових риб з родини осфронемових (Osphronemidae), підродина макроподові (Macropodusinae).
Поширений на території вапнякових гір в межах національного парку Фонг-Ня-Ке-Банг у провінції Куангбінь, центральний В'єтнам.
Видова назва oligolepis вказує від незвично малу, як для макроподів, кількість лусок у бічній лінії.
2005 року в третьому томі видання «Прісноводні риби В'єтнаму» в'єтнамські вчені описали чотири нові види макроподів (M. baviensis, M. lineatus, M. oligolepis і M. phongnhaensis). Описи не містять додаткової інформації, за якими ознаками новий вид відрізняється від вже описаних. Наведено лише деякі критерії розмежування нових видів. Оскільки текст написаний в'єтнамською, нелегко визначити його основні пункти. Незважаючи на ретельний підхід, можливість помилок перекладу з цієї екзотичної мови не може бути повністю виключена.
Зберігається лише один зразок (голотип) цього виду, він має розмір 37,6 мм стандартної довжини; оригінальний опис містить також дані паратипу стандартною довжиною 21 мм.
Вид діагностований тільки за ознаками, що відрізняють його від M. baviensis. Ключовими діагностичними маркерами є округлий хвостовий плавець; 12-13 твердих і 5-7 м'яких променів у спинному плавці, 19-22 твердих і 11-12 м'яких променів в анальному плавці; 23-24 луски в бічній лінії; вісім вузьких темних смуг, розташованих на ділянці після грудних плавців і до краю спинного та черевних плавців; початок спинного плавця знаходиться трохи позаду від початку анального плавця; початок грудних плаців розташований на одній вертикалі з початком черевних плавців. Менша кількість лусок у бічній лінії у M. oligolepis є головною відмінністю цього виду від M. baviensis (23-24 проти 30-31).
Можливо, Macropodus oligolepis є лише синонімом Macropodus erythropterus.